# ノット・イン・ラヴ
「ノット・イン・ラヴ」 (Not in Love) は、スペイン出身で、アメリカ合衆国在住の男性歌手のエンリケ・イグレシアスの楽曲。

## 概要
この楽曲は、彼の7枚目のスタジオ・アルバムである『7』に収録された曲で、同アルバムから2曲目のシングルとして2004年3月8日にリリースされた。各国の週間シングルチャートでは、デンマークで4位、アイルランドで7位などを記録した。